# A kis herceg (regény)
A kis herceg (franciául: Le Petit Prince) Antoine de Saint-Exupéry legismertebb regénye, amely 1943-ban jelent meg. A könyv az emberi társadalom karikatúrája, ugyanakkor több dologra is figyelmeztet, mint az ősi bölcs tanítások örökké tartó igazságára, melyet sokszor semmibe vesz az emberiség. Ezt nyomatékosítja a róka idézete is: „Az emberek elfelejtették ezt az igazságot.”

## Történet
Bár a történet az ajánlás szerint gyermekeknek íródott, a felnőttek számára is jelentős üzenetet hordoz. A könyv írója repülőgép-balesetet szenved, és lázálmot lát. Vagy mégsem? Találkozik a kis herceggel a sivatagban, egy apró, szőke hajú kisfiúval, aki rendkívül érdeklődő, kíváncsi természet: addig kérdez, amíg nem kap rá választ. Az ő szemén keresztül feltárul a világ egy másik látásmódja, amelyet a szerző gyerekkorában ismert, de mindaddig nem tudott megosztani másokkal: amikor meg tudjuk látni, ami a felszín mögött rejlik. Ez eleinte rajzokból tűnik ki, ahogy meglátja a jóllakott kígyó kalapnak látszó rajzában a nemrég felfalt elefántot vagy a láda belsejében a bárányt. Az író egyre többet megtud a kis herceg saját bolygójáról, valamint a korábbi utazásai helyszíneiről és az ott szerzett élményeiről. A kis herceg maga is formálódik, bölcsebbé válik a találkozásai révén, az írót pedig újra és újra meghökkenti szemléletmódjával, amely különösnek tűnik, de gyakran mégis a lényegre tapint.

## A szereplők rövid jellemzése
- A kis herceg: tiszta lelkű gyermek, aki a mű elején nem sokat tud a rajta kívül álló emberi világról. Őszinte, érdeklődő, nyitott személyiség. Saint-Exupéryt gyerekkorában szólították le Roi-Soleil-nak, azaz Napkirálynak. A fényképek tanúsága szerint kiskorában szőke és kócos haja volt.
- A pilóta: az átlagember, akit többnyire lekötnek a mindennapok, de sejti, hogy ennél többet is tartogat az élet, és szeretné felfedezni ezt. A kis herceggel való találkozás újra felfedezteti vele azokat a régi szép időket, amiket gyerekkorában tapasztalt meg, amikor még inkább észrevette a boldogságot jelentő valós dolgokat.
- A róka: az egyetlen olyan lény, amely elgondolkodtató és építő információkat ad a főszereplőnek. Ám ott van a kettősség is benne, hiszen a rókához hagyományosan a ravaszság fogalma társul.[2] A kettősséget épp Léon Werth adja, neki ajánlja Saint-Exupéry A kis herceget. Léon Werth és Saint-Exupéry bár jó barátok voltak, komoly társadalmi és politikai választóvonal volt köztük. Léon Werth bolsevik kommunista és anarchista eszméket vallott, bár ellensége volt a sztálinizmusnak és a nácizmusnak, szemben Saint-Exupéry katolikus neveltetésű nemesi család sarjaként az effajta eszméket elvetette. Ennek ellenére Werth és Saint-Exupéry valószínűleg bizonyos értékeket illetően közös nevezőn voltak, s ezt meg is említi az író (Werth mindent megért, még a gyerekkönyveket is).
- A rózsa: A kis herceg közeli barátja vagy szerelme, akivel a kapcsolata viszontagságos, mivel a kis herceg tapasztalatlan; de végül megérti, hogy ő a legfontosabb a számára a rengeteg szeretet miatt. (A rózsa közvetlen ihletője Consuelo Suncín, Saint-Exupéry felesége volt.)
- A kígyó: aki elbűvölte a kis herceget, és csapdába akarja csalni, rossz útra akarja téríteni a többi embert. (Részben ennek is Consuelo az ihletője, mert az asszonyt egyesek „viperanyelvű”-nek nevezték, és nem volt felhőtlen a viszonya férjével.)
- A kis herceg által meglátogatott bolygók lakói:
  - A király: az uralkodó típus, aki mindegy, hogy kin vagy min, de uralkodni akar – de hogy miért, azt sokszor maga sem tudja megmondani. Habár nagyravágyó, igazságos és bölcs, tudja, hogy csak azt lehet elvárni valakitől, ami tőle telik.
  - A hiú: a csak önmagával törődő embert személyesíti meg. Tipikus egoista. Elvárja, hogy minden mozdulatát dicsérjék, ám ugyanezt embertársainak nem viszonozza.
  - Az iszákos: olyan embertípust mintáz meg, aki tetteire, működésmódjára nem tud magyarázatot adni, és önreflexió hiányában folyton ugyanabba a hibába esik bele: azért iszik, hogy elfelejtse, miszerint szégyelli magát, mert iszik. Nincs jövőképe, telhetetlenül ücsörög asztalánál és abszolút közönnyel van a külvilág történései iránt. Ez a legfurcsább magatartás a kis herceg számára. Saint-Exupéry küszködött alkohol problémákkal, ami magánéleti kudarcaira vezethető vissza.
  - Az üzletember: a fontoskodó ember jelképe, aki állandó időzavarral küzd. Nincs ideje, csak a „munkájára”. Az úgynevezett lényegtelen dolgokra nem pazarolja az időt. Hogy mi a lényeges és mi nem, az teljesen szubjektív. Nincsenek érzelmei, nincsen hozzá közel álló személy, még önmagával sem törődik. Szintén egészségtelen életmódjából következik magas vérnyomása, ideges magatartása és köszvényes végtagja. Erős dohányos is, ami szintén jellemző volt Saint-Exupéryre.
  - A lámpagyújtogató: végzi a dolgát, mert azt mondták – bárki is mondta, bármiért. Azt az embertípust képviseli, aki irányítható, és önálló gondolatok nélkül, egyéniség nélkül cselekszik. Ugyancsak perspektívátlan jellem, egyedüli dolog amit szeretne tenni életében az az alvás. Egzisztenciális nehézségei során, amelyek kezdeti éveiben jellemezték az író pályáját (de életében még gyakran adódtak anyagi gondjai), Saint-Exupéry sokszor vállalt el hasonló monoton és jellegtelen munkákat.
  - A geográfus: olyan ember, aki gépiesen gyűjti a lexikális adatokat, anélkül hogy tapasztalatokat, élményeket szerezne. Ami nem írható le tárgyilagosan, illetve ami nem áll fenn legalább századokon át, az számára érdektelen.

## Fordításai, nemzetközi sikere

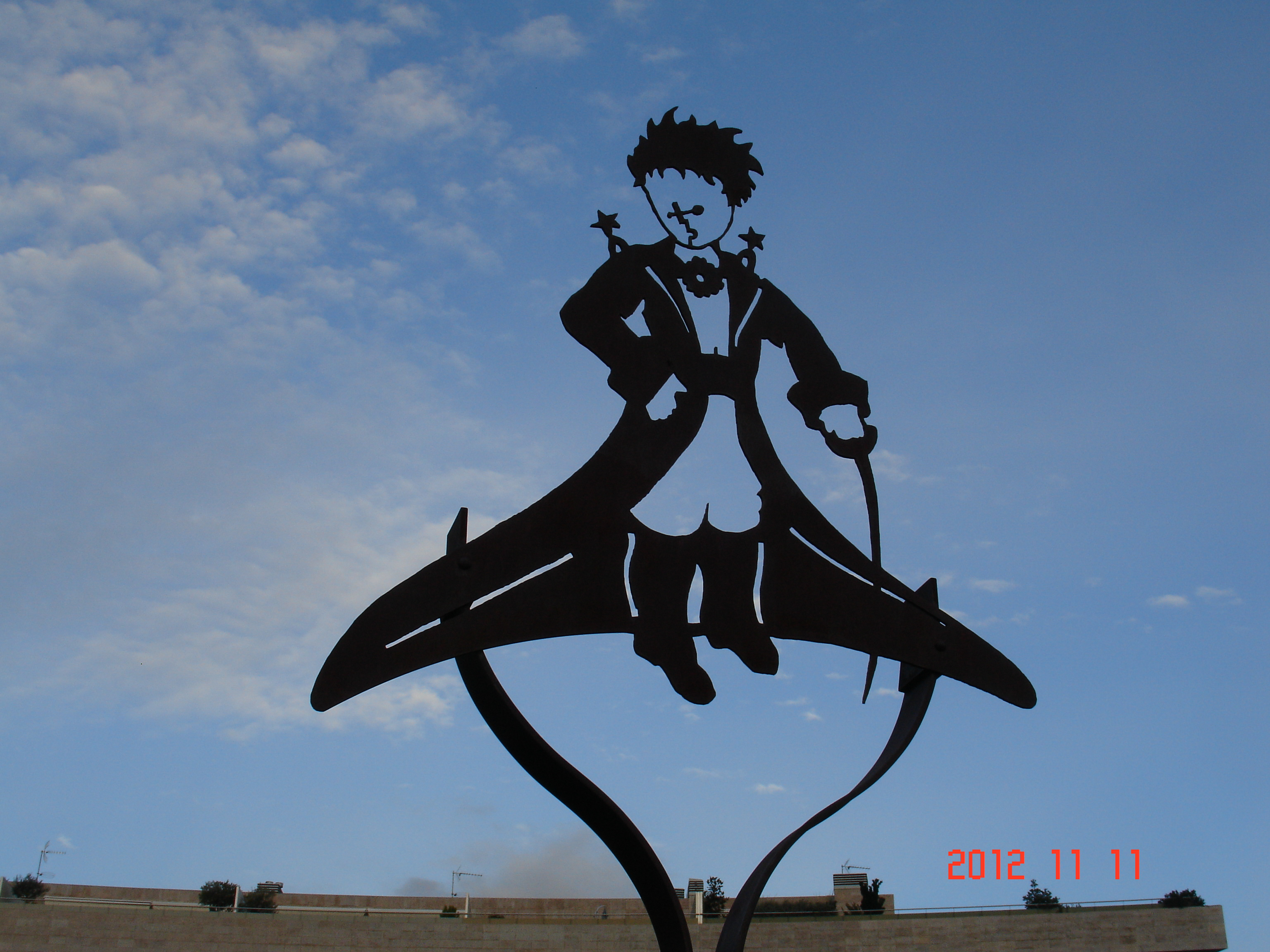
A kis herceg emlékműve Terrassában, Katalóniában, Spanyolország északkeleti részén

Eddig már több mint 400 nyelven és dialektusban jelent meg. 80 millió kiadott példánnyal „a világ 50 legolvasottabb könyve” között szerepel.
A Magyarországgal szomszédos országok közül Ausztriában, Romániában és Szlovéniában jelent meg néhány dialektikális fordítás. Ausztriában tiroli, karintiai és alsó-ausztriai nyelvjárásban, illetőleg bécsi városi tájszólásban és a burgenlandi hiénc nyelvjárásban olvasható. Lefordításra került a helyi horvát kisebbség ún. burgenlandi nyelvére. 2017-ben megjelent bánáti bolgár nyelven. 2018-ban kiadták vend (muravidéki) nyelven is Szlovéniában, illetőleg kaj-horvátul is Horvátországban. Mind a két fordítást Doncsecz Ákos magyarországi szlavista végezte ottani szakemberek lektorálása mellett.

## Magyarul
Magyarra Zigány Miklós fordította le először; a könyv 1957-ben jelent meg a Magvetőnél. Ezután egy újabb változat látott napvilágot Vámos Pálné tollából 1958-ban, a Kárpát Könyvkiadó Vállalatnál. Zigány fordítása annak idején nem nyerte el a Móra szerkesztője, Aszódi Éva tetszését, így 1970-ben Rónay Györgyöt bízta meg a mű újrafordításával. Ez utóbbi vált gyakorlatilag klasszikussá és jelent meg azután számos további kiadásban.
2015-ben számos további fordítás jelent meg. Az év elején Ádám Péter fordítása látott napvilágot a szegedi Lazi Könyvkiadónál, áprilisban Pálfi Ritáé a Napraforgó Kiadó gondozásában, valamint ugyanezen hónapban a Boris Vian-életműkiadást gondozó Takács M. Józsefé a Helikonnál, júniusban pedig Dunajcsik Mátyásé.
- A kis herceg; ford. Zigány Miklós, Magvető, Bp., 1957
- A kis herceg; ford. Vámos Pálné; Amerikai Magyar Kiadó, Köln, 1958 (Külföldi írók magyarul. Vörösmarty Kör)
- A kis herceg. Mese; ford. Rónay György, ill. a szerző; Móra, Bp., 1970
- A kis herceg; ill. a szerző, ford. Pálfi Rita; Napraforgó, Bp., 2014
- A kis herceg; ford. Takács M. József; Libri–Helikon, Bp., 2015 (Helikon Zsebkönyvek, 5.)
- A kis herceg; ford. Dunajcsik Mátyás, ill. a szerző; Pájer Donát, Csorna, 2015
- A kis herceg; ford. Ádám Péter; Lazi, Szeged, 2015
- A kis herceg; ford. Tekei Erika; Roland, Bp., 2016 (Olvastad már?)
- A kis herceg; ford. Csire Gabriella, ill. Vasirin Lia; Corvin, Déva, 2017
- A kis herceg; ford. Ercse Imola; Magnum Charta, Disznajó, 2017 (Klasszikus irodalom remekművei)
- A kis herceg; ford. Dunajcsik Mátyás; POKET Zsebkönyvek, Bp., 2018
- A kis herceg; ford. Margitné Krichta Gabriella, ill. Vladyslav Yerko; Elektra, Érd, 2019
- A kis herceg; ford. Kácsor Zsolt; Alexandra, Pécs, 2023

### Idézet
Számos idézet vált belőle híressé; a legismertebb talán az alábbi:

– Isten veled – mondta a róka. – Tessék, itt a titkom. Nagyon egyszerű: jól csak a szívével lát az ember. Ami igazán lényeges, az a szemnek láthatatlan.
– Ami igazán lényeges, az a szemnek láthatatlan – ismételte a kis herceg, hogy jól az emlékezetébe vésse.
– Az idő, amit a rózsádra vesztegettél: az teszi olyan fontossá a rózsádat.
– Az idő, amit a rózsámra vesztegettem… – ismételte a kis herceg, hogy jól az emlékezetébe vésse.
– Az emberek elfelejtették ezt az igazságot – mondta a róka. – Neked azonban nem szabad elfelejtened. Te egyszer s mindenkorra felelős lettél azért, amit megszelídítettél. Felelős vagy a rózsádért…